# 焦浩軒
焦浩軒（英語：Sky Chiu Ho Hin，1991年10月17日—），香港男演員及主持，現為無綫電視經理人合約藝員。

## 簡歷
焦浩軒有一名胞姊，曾就讀天主教伍華小學（小一至小四），2001年隨家人移民加拿大生活和繼續唸書，2012年畢業於英屬哥倫比亞大學（主修會計，副修國際貿易）。他沒有打算當會計師，想嘗試較冒險或自小憧憬的職業，父母得知其發展意向，就替他報名投考第26期無綫電視藝員訓練班，卻未能成事。於是他花了一年透過在新光戲院兼職幕後人員，又接下特約、時裝店售貨員及模特兒等工作以吸取經驗，最後成功加入第27期無綫電視藝員訓練班。
焦浩軒在2016年播映的劇集《鐵馬戰車》中，飾演杜卓峯兒子「杜啟聰」一角而漸為人所認識，之後亦於2017年加入成為《都市閒情》主持之一，並開始參與幕後製作，跟友人一起開設廣告製作公司。2018年，他在處境劇《愛·回家之開心速遞》裡飾演「艾頓壯」也受到觀眾注目；同年獲提名爭取兩個全民投票網上電視界頒獎典禮的殊榮 ——《觀眾在民間電視大奬2018》「民選最佳戲劇拍檔（與周嘉洛、馮奕森及吳偉豪）」、《2018香港電視大獎》「新人獎」。
2019年7月初，焦浩軒便由無綫電視基本藝人合約改簽經理人合約，同年10月在《解決師》中飾演「朱展輝（豬展）」一角而再獲讚賞；11月傳出與同樣主持《流行都市》的岑杏賢互生情愫，但女方於2020年2月公開承認跟一名加拿大籍、任職金融界的香港男子交往。

## 演出作品

### 電視劇（無綫電視）
| 首播       | 劇名               | 角色                                     |
| 2014年     | 我們的天空         | 途 人（第10集）                          |
| 2014年     | 使徒行者           | 手機維修員                               |
| 2014年     | 使徒行者           | 丁小嘉手下                               |
| 2014年     | 老表，你好hea！    | 受訪者                                   |
| 2015年     | 衝線               | 俊                                       |
| 2015年     | 天眼               | 鋒（第7集）                              |
| 2015年     | 以和為貴           | 尹天江（少年）                           |
| 2015年     | 華麗轉身           | 情 侶（第20集）                          |
| 2015年     | 樓奴               | 乘 客（第4集）                           |
| 2015年     | 拆局專家           | 大頭手下（第4 - 8集）                    |
| 2015年     | 陪著你走           | 洋                                       |
| 2015年     | 收規華             | 寶 友                                    |
| 2015年     | 張保仔             | 姚婆婆孫兒                               |
| 2015年     | 刀下留人           | 鄧耀祖                                   |
| 2015年     | 東坡家事           | 衙 差（第20集）                          |
| 2015年     | 東坡家事           | 侍 衛（第24集）                          |
| 2016年     | 愛情食物鏈         | 霍金元                                   |
| 2016年     | 鐵馬戰車           | 杜啟聰                                   |
| 2016年     | 警犬巴打           | 侍 應                                    |
| 2016年     | 警犬巴打           | 賊人球員                                 |
| 2016年     | 警犬巴打           | 義 工（第19集）                          |
| 2016年     | 潮流教主           | 記 者                                    |
| 2016年     | EU超時任務         | 假龍友                                   |
| 2016年     | 愛·回家之八時入席  | TVI 人事部職員                           |
| 2016年     | 愛·回家之八時入席  | 便衣警察（第198集）                      |
| 2016年     | 殭                 | 食 客（第9集）                           |
| 2016年     | 殭                 | 殭 屍（第16集）                          |
| 2016年     | 殭                 | 元朝士兵（第33集）                       |
| 2016年     | 末代御醫           | 病 人（第20集）                          |
| 2016年     | 火線下的江湖大佬   | 飛 仔                                    |
| 2016年     | 純熟意外           | 押送員（第3 - 5集）                      |
| 2016年     | 一屋老友記         | 青 年（第12集）                          |
| 2016年     | 完美叛侶           | 記 者                                    |
| 2016年     | 超能老豆           | 前衛男子（巴士乘客）（第2集）            |
| 2016年     | 超能老豆           | 茶餐廳顧客（第18集）                     |
| 2016年     | 城寨英雄           | 打 手                                    |
| 2016年     | 巨輪II             | 刑事警察（第21、34、38集）               |
| 2016年     | 律政強人           | 青 年                                    |
| 2016年     | 幕後玩家           | Ben（第29集）                            |
| 2016年     | 來自喵喵星的妳     | 侍 應                                    |
| 2016年     | 流氓皇帝           | 笑口組組員                               |
| 2017年     | 財神駕到           | 米 高                                    |
| 2017年     | 乘勝狙擊           | 賭場職員                                 |
| 2017年     | 親親我好媽         | 中六學生                                 |
| 2017年     | 與諜同謀           | 單車人士（第4集）                        |
| 2017年     | 我瞞結婚了         | James                                    |
| 2017年     | 全職沒女           | 新 郎（第3集）                           |
| 2017年     | 溏心風暴3          | Terry                                    |
| 2017年     | 性在有情           | 刑事警察（第13集）                       |
| 2017年至今 | 愛·回家之開心速遞  | 艾頓壯                                   |
| 2018年     | 三個女人一個「因」 | 面試生（第1集）                          |
| 2018年     | 波士早晨           | 桌球手（第9集）                          |
| 2018年     | 果欄中的江湖大嫂   | 軍裝警員（第2、9、10、13、26、27、30集） |
| 2018年     | 翻生武林           | 珍饈樓小二（第6集）                      |
| 2018年     | 逆緣               | 貿易公司職員（第7集）                    |
| 2018年     | 天命               | 太 監                                    |
| 2018年     | 特技人             | 刑事警察（第1集）                        |
| 2018年     | 再創世紀           | 唐永成兒子（第31集）                     |
| 2018年     | 兄弟               | 伍兆棠（第20集）                         |
| 2019年     | 福爾摩師奶         | 康（第13 - 15集）                        |
| 2019年     | 鐵探               | 軒（第26集）                             |
| 2019年     | 婚姻合伙人         | 刑呇助手（第4集）                        |
| 2019年     | 婚姻合伙人         | 電台唱片騎師（第15集）                   |
| 2019年     | 白色強人           | 年青唐明（第5集）                        |
| 2019年     | 好日子             | 阿 賢（第16集）                          |
| 2019年     | 她她她的少女時代   | 爸 爸（第20集）                          |
| 2019年     | 街坊財爺           | 年青人（第11集）                         |
| 2019年     | 解決師             | 朱展輝（豬展）                           |
| 2020年     | 那些我愛過的人     | 男員工（第15集）                         |
| 2020年     | 使徒行者3          | 阿Lam（第1、5集）                        |
| 2021年     | 逆天奇案           | 活動司儀（第17集）                       |
| 2021年     | 把關者們           | Gary（第8集）                            |
| 2021年     | 十月初五的月光     | Ray                                      |
| 2022年     | 白色強人II         | 年青唐明                                 |
| 2022年     | 痞子殿下           | 報 販（第14集）                          |
| 2022年     | 美麗戰場           | 大 輝（第3集）                           |
| 2023年     | 法言人             | 金秉信（青年）                           |
| 2023年     | 你好，我的大夫     | 青 年（第14 - 15集）                     |

### 綜藝節目（無綫電視）
| 首播   | 節目名                                       | 備註     |
| 2014年 | 快樂聯盟                                     | 固定演出 |
| 2018年 | 萬千星輝賀台慶2018                           | 固定演出 |
| 2019年 | 流行都市之安宋豬年冇時停                     | 固定演出 |
| 2021年 | 明星運動會                                   | 固定演出 |
| 2022年 | 英格蘭足總盃2021/2022決賽 – 車路士 對 利物浦 | 固定演出 |
| 2023年 | 萬千星輝賀台慶                               | 固定演出 |

### 主持節目（無綫電視）
| 首播          | 節目名     | 備註 |
| 2015 - 2018年 | 文化新領域 | 主持（與張景淳、莊思明及彭慧中合作） |
| 2017 - 2018年 | 都市閒情   | 主持（與安德尊、章志文、蘇晉霆、張景淳、宋芝齡、林淑敏、姚嘉妮、劉彩玉及彭慧中合作）                                                     |
| 2018年 -      | 流行都市   | 主持之一（與安德尊、胡諾言、吳天佑、譚永浩、宋芝齡、劉彩玉、姚嘉妮、彭慧中、陳詩欣、黃嘉雯、蔡嘉欣、謝芷倫、張美妮、林秀怡及朱智賢主持） |
| 2022年        | 巴打秘景遊 | 主持（與陳浚霆及曾展望合作） |

### 電影
| 首映   | 電影名                | 角色            |
| 2013年 | 風暴                  | 毒 販           |
| 2013年 | 奇幻夜                | 鏡中瘦肥強      |
| 2019年 | 朝花夕拾芳華絕代 拾芳 | 陳治閔（Jimmy） |

### 舞台劇
| 首演           | 劇名 | 角色       |
| 新生命動力協會 |      |            |
| 2015年2月28日  | 變心 | 副導演基仔 |

### 廣告
| 年份   | 產品                                                     |
| 2013年 | 政府新聞處「2013年行政長官施政報告（民生）」             |
| 2013年 | 衛生署控煙辦公室「為自己做最好的事：戒煙」               |
| 2013年 | 遵理學校「遵理學校講香港補習史」                         |
| 2015年 | 衛生防護中心、衛生署「有營食肆 - 選擇有「營」 健康精明」 |
| 2016年 | 鉅記「海鹽花生糖」                                       |
| 2016年 | 鉅記「古早味花生糖」                                     |
| 2020年 | 余仁生（香港）「清熱適 - 清熱新程式」                    |
| 2023年 | 港鐵 廣深港高速鐵路香港段1月15日恢復正常營運             |

## 曾獲獎項與提名
| 年份   | 獎項                                                                    | 結果     |
| 2018年 | 觀眾在民間電視大奬2018「民選最佳戲劇拍檔」 （與周嘉洛、吳偉豪及馮奕森） | 提名     |
| 2018年 | 2018香港電視大獎「新人獎」                                              | 提名     |
| 2022年 | 萬千星輝頒獎典禮2022「飛躍進步男藝員」                                  | 提名     |
| 2022年 | 萬千星輝頒獎典禮2022「最受歡迎電視拍擋」（與陳浚霆及吳偉豪）            | 最後十強 |

## 外部連結
- 焦浩軒的新浪微博
- 焦浩軒的Facebook專頁
- 焦浩軒的Instagram帳戶
- 焦浩軒在香港影庫上的簡介